# Lăng Hiếu
Lăng Hiếu là một xã thuộc huyện Trùng Khánh, tỉnh Cao Bằng, Việt Nam.

## Địa lý
Xã Lăng Hiếu nằm ở phía tây huyện Trùng Khánh, có vị trí địa lý:
- Phía đông giáp thị trấn Trùng Khánh
- Phía tây giáp các xã Quang Trung và Tri Phương
- Phía nam giáp xã Đức Hồng và xã Trung Phúc
- Phía bắc giáp Trung Quốc và xã Khâm Thành.

Xã Lăng Hiếu có diện tích 31,29 km², dân số năm 2019 là 2.951 người, mật độ dân số đạt 94 người/km².
Tỉnh lộ 211 chạy qua địa bàn xã.
Một số ngọn núi trên địa bàn xã là núi Keng Đáy, Phài Khoang, Lũng Già, Lũng Kha, Noóc Mò, Pác Nặm, Thin Pâu, Lũng Sung, Lũng Choang. Suối Ngườm Ngàm và suối Pác Nặm chảy qua địa bàn xã.

## Lịch sử
Địa bàn xã Lăng Hiếu hiện nay trước đây vốn là hai xã Lăng Yên và Lăng Hiếu thuộc huyện Trùng Khánh.
Năm 1958, thành lập thị trấn Trùng Khánh trên cơ sở tách phố Trùng Khánh thuộc xã Lăng Hiếu.
Ngày 9 tháng 9 năm 2019, Hội đồng Nhân dân tỉnh Cao Bằng ban hành Nghị quyết số 27/NQ-HĐND về việc sáp nhập một số xóm thuộc hai xã Lăng Hiếu và Lăng Yên.
Trước khi sáp nhập, xã Lăng Hiếu có diện tích 14,37 km², dân số là 1.731 người, mật độ dân số đạt 120 người/km², có 5 xóm: Hiếu Lễ, Kéo Chưởng - Bản Giăn, Long Sơn, Lũng Muôn, Tà Than. Xã Lăng Yên có diện tích 16,92 km², dân số là 1.220 người, mật độ dân số đạt 72 người/km², có 5 xóm: Bản Chiên - Lũng Gia, Đông Nà, Kéo Toong, Lũng Rẳng, Rằng Rang.
Ngày 10 tháng 1 năm 2020, Ủy ban Thường vụ Quốc hội ban hành Nghị quyết số 864/NQ-UBTVQH14 về việc sắp xếp các đơn vị hành chính cấp huyện, cấp xã thuộc tỉnh Cao Bằng (nghị quyết có hiệu lực từ ngày 1 tháng 2 năm 2020). Theo đó, sáp nhập toàn bộ diện tích và dân số của xã Lăng Yên vào xã Lăng Hiếu.

## Hành chính
Xã Lăng Hiếu được chia thành 10 xóm: Bản Chiên - Lũng Gia, Đông Nà, Hiếu Lễ, Kéo Chưởng - Bản Giăn, Kéo Toong, Long Sơn, Lũng Muôn, Lũng Rẳng, Rằng Rang, Tà Than.